# Ipolyszög
Ipolyszög é um município da Hungria, situado no condado de Nógrád. Tem 6,07 km² de área e sua população em 2015 foi estimada em 625 habitantes.